# Альвізе Пізані
Альвізе Пізані (італ. Alvise Pisani) — 114-й венеційський дож у 1735—1741 роках.

## Біографія
Належав до заможного і знатного роду, що був відгалуження графів Бассі чи Луксі, який у X ст. прибув з Пізи до Венеції. Третій син Джанфранческо Пізані та Паоліни Контаріні. Здобув ґрунтовну освіту. 1683 року одружився з Геленою Бадоер з гілки Сан-Мойзе.
Розпочав кар'єру 1684 року в колегії «мудрих орденів» при Великій раді. У 1686—1687 роках був капітаном Падуї. У 1688—1689 роках входив до Малої ради. У 1692—1694 роках входив до колегії з п'яти патриціїв, відповідальних за материкові володіння Венеції. У 1698—1703 роках був послом у Франції, де йому вдалося завоювати повагу старіючого короля Людовика XIV, оскільки він був вишуканим у спілкуванні, гідним у поведінці, красномовним. З початком війни за іспанську спадщину опинився у скрутному становище, оскільки вимушений був виправдовувати нейтралітет Венеції. При цьому його протести стосовно порушення французькими військами кордонів Республіки залишилися без відповіді. Наприкінці перебування у Парижі його було висвячено у лицарі.
У 1704—1706 роках був одним з проведиторів з фінансової політики республіки. У 1706—1707 роках разом з Ніколо Еріццо був послом до Англії. У 1708—1716 роках з піврічними перервами був членом Ради старійшин, у 1708, 1709 та 1710 роках знову був проведитором з фінансових питань, у 1709—1711, 1713—1715, 1718—1720, 1730—1732 роках був відповідальним з організацію освіти у Падуанському університеті. 1713 року був ревізором та регулятором з мит, 1714 року — проведитором з нагляду за жіночими монастирями, 1718 року — одним з десяти інтендантів з контролю за податками духовенства. Був масоном, членом Венеційської ложі.
Балотувавшись на виборах 1709, 1722 та 1732 років, він щоразу зазнавав поразки. Однак на виборах 1735 року він був єдиним кандидатом і витратив стільки грошей на підкуп 41 члена Ради сорока, що його 17 січня обрали одноголосно. Хоча у Венеції він мав репутацію скнари, його обрання святкували протягом трьох днів пишними святкуваннями, балами та вечірніми феєрверками, а також щедрими подарунками, хлібом та монетами для народу, на його честь було складено численні сонети.
Пізані провів свої шість років урядування безтурботно, хоча стан його здоров'я погіршувався з віком. Починаючи з 1736 року, завдяки впровадженню нових типів кораблів, які називалися кораблями «атте», зі зменшеним екіпажем та багатьма гарматами для оборони, економіка Венеції значно покращилася. Хоча деякі патриції усвідомлювали необхідність внутрішніх реформ, більшість ігнорувала всі реформаторські зусилля.
У травні 1741 року вирішив відпочити на власній віллі у Стра, і саме тоді, коли дож збирався сісти у свою гондолу, щоб від'їхати, йому стало погано, і його довелося відвезти назад до палацу дожів. Він помер від інсульту 17 червня 1741 року. Його було спочатку поховано у церкві Сан-Андреа делла Чертоза, яку знесли за часів Наполеона. Його тіло пізніше було поховано під вівтарем Святого Петра в церкві Сан-Андреа-аль-Лідо.